# Pagani Zonda
Pour les articles homonymes, voir Zonda.
La Pagani Zonda est une supercar du constructeur automobile italien Pagani produite depuis 1999 en très peu d’exemplaires. En décembre 2005, soixante Zonda, toutes versions confondues, avaient été construites. Elle existe en coupé et en roadster, possède un moteur en position centrale arrière et est principalement composée en matériaux composites à base de fibre de carbone.
Une partie du développement a profité de l'aide du champion de Formule 1, Juan Manuel Fangio. Aussi, la voiture devait être nommée « Fangio F1 », mais ce nom fut changé en « Zonda » après sa mort en 1995. « Zonda » étant le nom d'un vent soufflant dans la Cordillère des Andes d'où sont originaires Horacio Pagani et Juan Manuel Fangio ; c'est plus spécifiquement une référence au circuit d'El Zonda à San Juan.

## Voitures de route

### Zonda C12
La Pagani Zonda C12 est présentée au salon de Genève en 1999. Elle est propulsée par un moteur V12 atmosphérique essence de 5 987 cm3 fourni par Mercedes-Benz issu de la Sonderklasse Type 140, lequel développe 394 ch à 5 200 tr/min et un couple maximum de 571 N m  à 3 800 tr/min.
Seules cinq des Zonda originales ont été construites, cependant elles étaient toujours disponibles en 2002 à l'arrivée de la C12-S. Une d'entre elles fut utilisée pour un crash-test et une autre a servi de voiture de démonstration.
Performances :
- 0 à 100 km/h : 4,2 s
- 0 à 160 km/h : 9,1 s
- 0 à 200 km/h : 14,2 s
- 400 m départ arrêté : 11,9 s (à 182 km/h)
- Accélération latérale maximale : 0,93 g
- 97 à 0 km/h : 34 mètres

### Zonda C12-S 7.0
La Pagani Zonda C12-S est dotée d'un moteur V12 issu de la Sonderklasse Type 140 modifié par le préparateur allemand AMG d'une cylindrée de 7 010 cm3 et d'une puissance de 550 ch. Cette version pèse cependant 10 kg de moins que la  Zonda C12.
Elle se différencie de la C12 originale par un aileron arrière en deux parties au lieu d'une. Elle a aussi un nez un peu plus long (en forme de "V"), des surfaces aérodynamiques un peu différentes à l'arrière, de nouveaux phares et un nouvel échappement.
Quinze exemplaires de cette C12-S ont été produits.
Performances :
- 0 à 100 km/h : 3,7 s
- 0 à 160 km/h : 7,8 s
- 0 à 200 km/h : 12,3 s
- 0 à 300 km/h : 36,2 s
- 400 m départ arrêté : 11,6 s
- Accélération latérale maximale : 0,98 g

### Zonda C12-S 7.3
La Zonda C12-S 7.3 de 2002 utilise un des plus gros moteurs V12 AMG issu de la Sonderklasse Type 140 jamais produits dans le domaine automobile : celui-ci a une cylindrée de 7 291 cm3. L'antipatinage fut ajouté pour contrôler les 555 ch à 5 900 tr/min et les 750 N m à 4 050 tr/min que produit le nouveau moteur. En 2005, seulement cinq coupés sur les cent prévus furent construits et vendus (la même année que fut présentée la Zonda F..

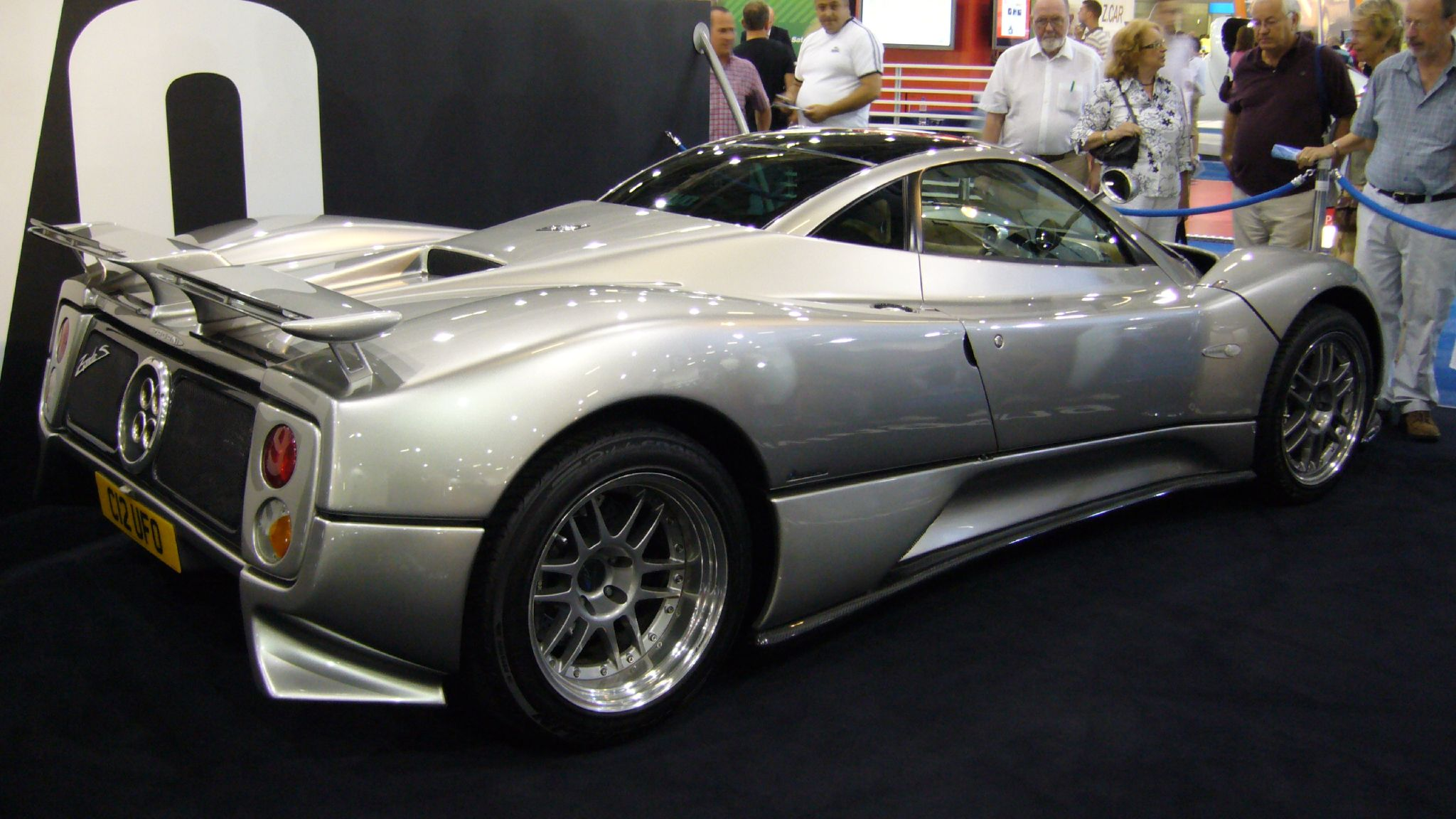
Vue de 3/4 arrière.

Performances :
- 0 à 100 km/h : 3,7 s
- 0 à 200 km/h : 12,2 s
- 0 à 300 km/h : 34,5 s

#### Zonda C12-S 7.3 Roadster

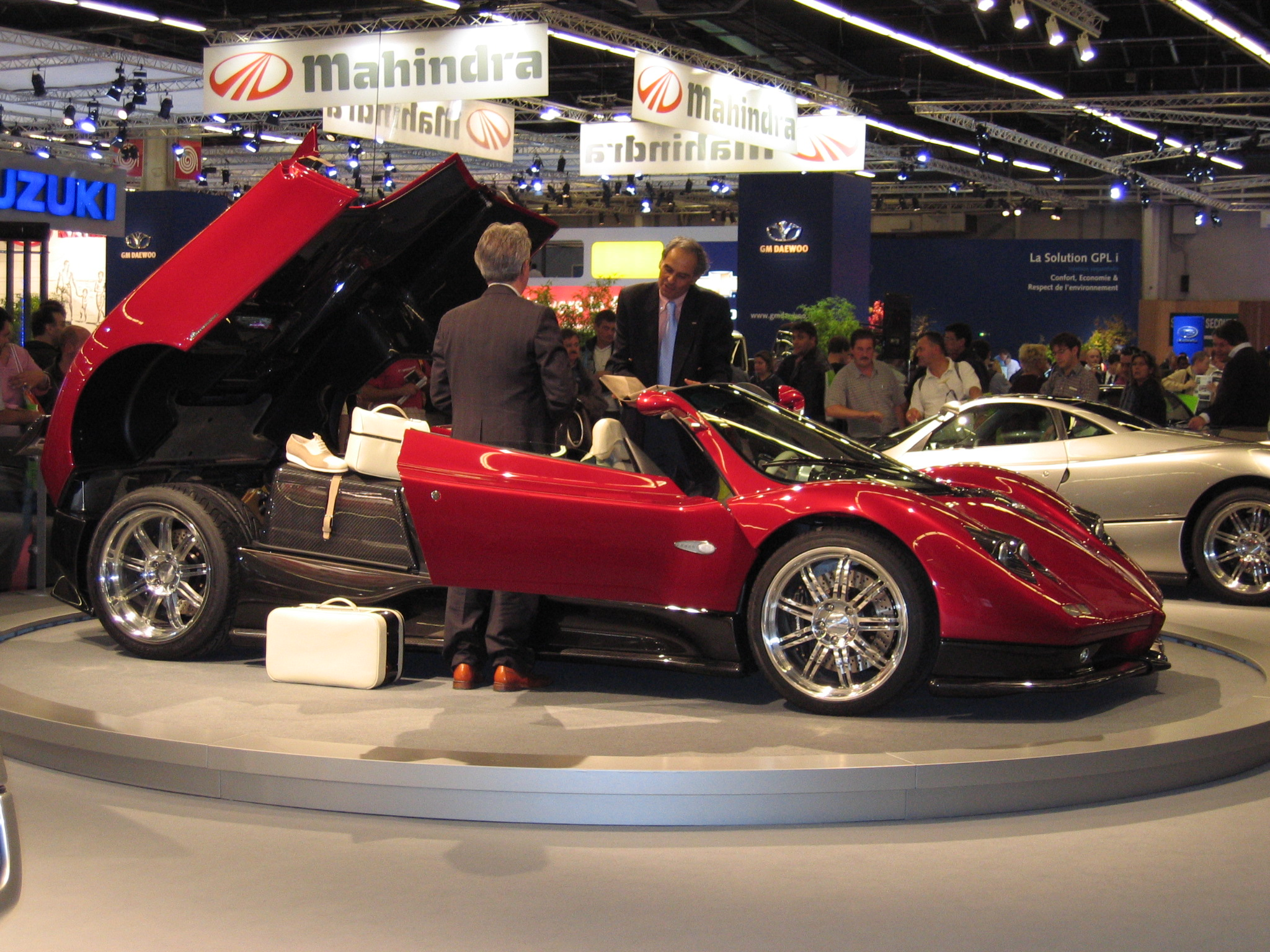
Zonda S 7.3 Roadster au salon de Paris en 2004.

La version roadster, appelée simplement Zonda C12-S 7.3 Roadster, fut présentée au salon de Genève en 2003. Elle a été produite, avec une quantité limitée par l'entreprise à une douzaine d'exemplaires.

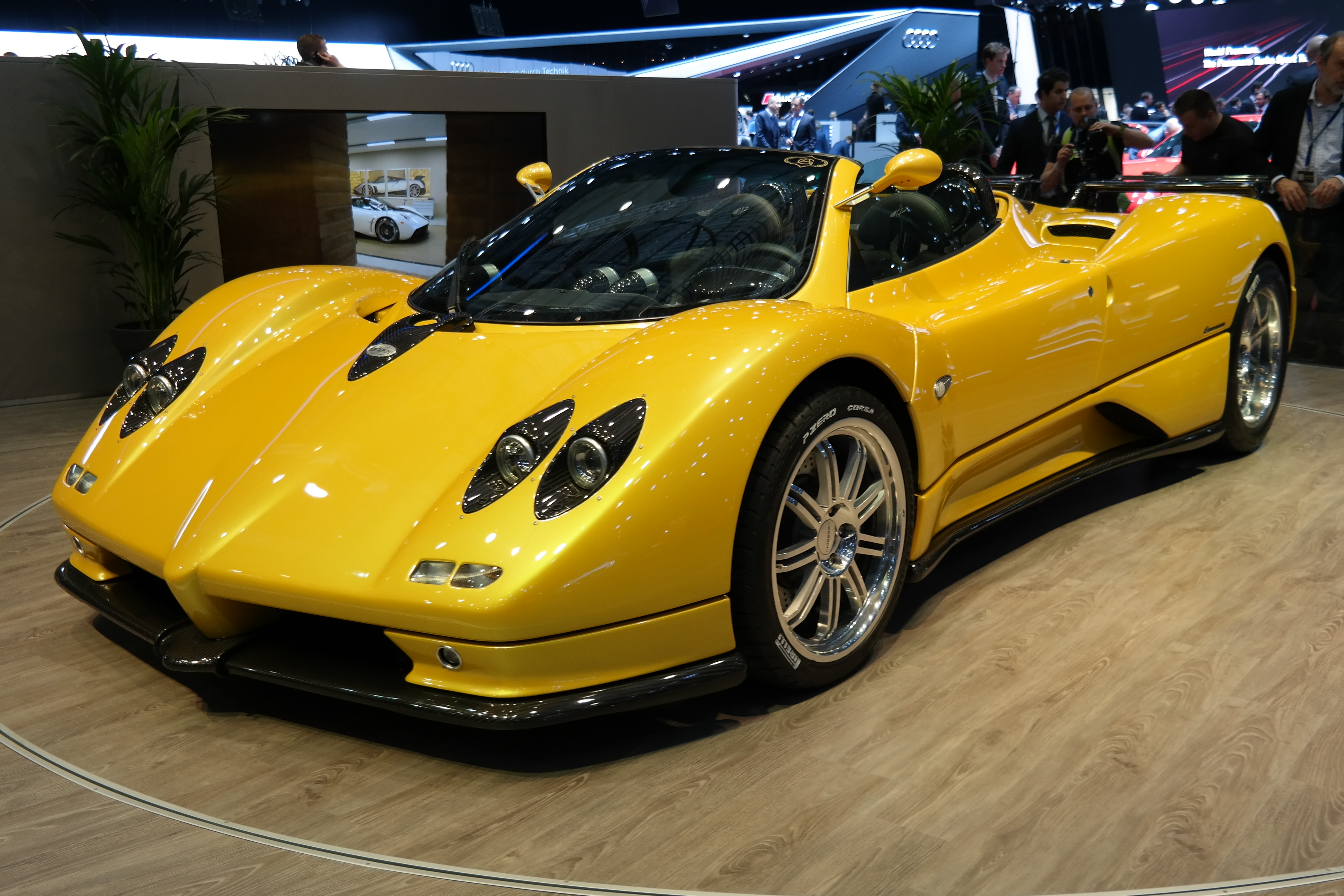
Zonda S 7.3 Roadster au salon de Genève en 2017.

### Zonda F

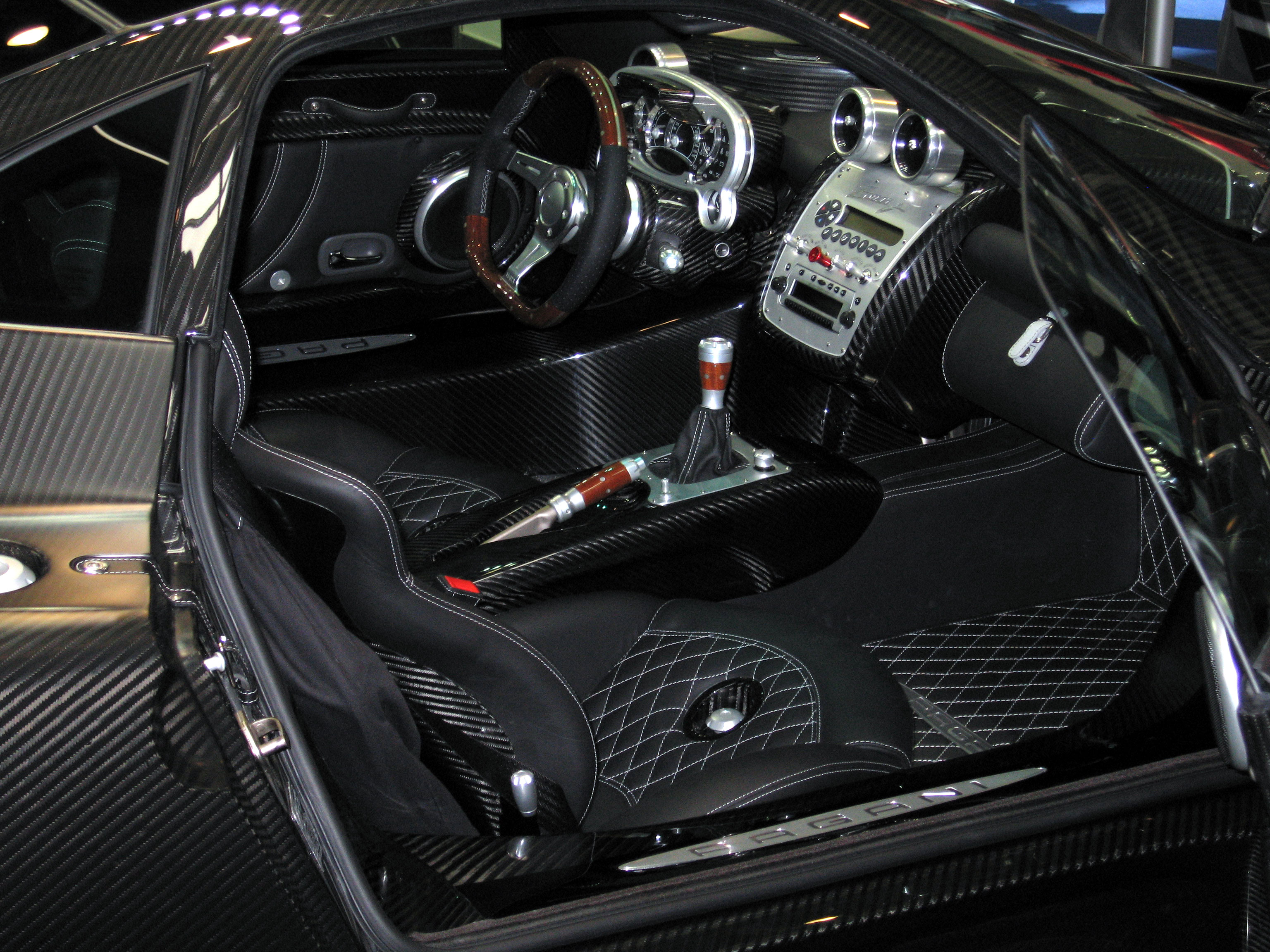
L'intérieur de la Zonda F.

La Pagani Zonda F fut présentée au salon de Genève en 2005. Elle tire son nom du pilote de Formule 1 Juan Manuel Fangio.
C'est la Pagani la plus retravaillée jusqu'à présent, bien qu'elle partage avec ses prédécesseurs le V12 de 7,3 L. La puissance est portée à 602 ch à 6 150 tr/min, tout du moins pour la version de base. Les phares, la face avant, les rétroviseurs extérieurs, l'aileron arrière et les orifices aérodynamiques ont un peu changé par rapport aux Zonda précédentes. Il y a aussi d'autres améliorations, telles que des freins carbone/céramique en option, des jantes en magnésium, un échappement en titane, un collecteur d'admission en aluminium hydroformé et un nouveau tissage des fibres de carbone dans la partie de la structure fusible en cas de crash, afin de rigidifier et alléger la voiture.
La production de la Zonda F sera limitée à vingt-cinq exemplaires (apparemment en comptant aussi les F Clubsport). Elle n'est toujours pas compatible avec les normes américaines, mais la génération suivante, prévue pour 2008 devait l'être.
Performances :
- 0 à 100 km/h : 3,5 s
- 0 à 200 km/h : 10,5 s
- 0 à 300 km/h : 29,1 s

#### Zonda F Roadster

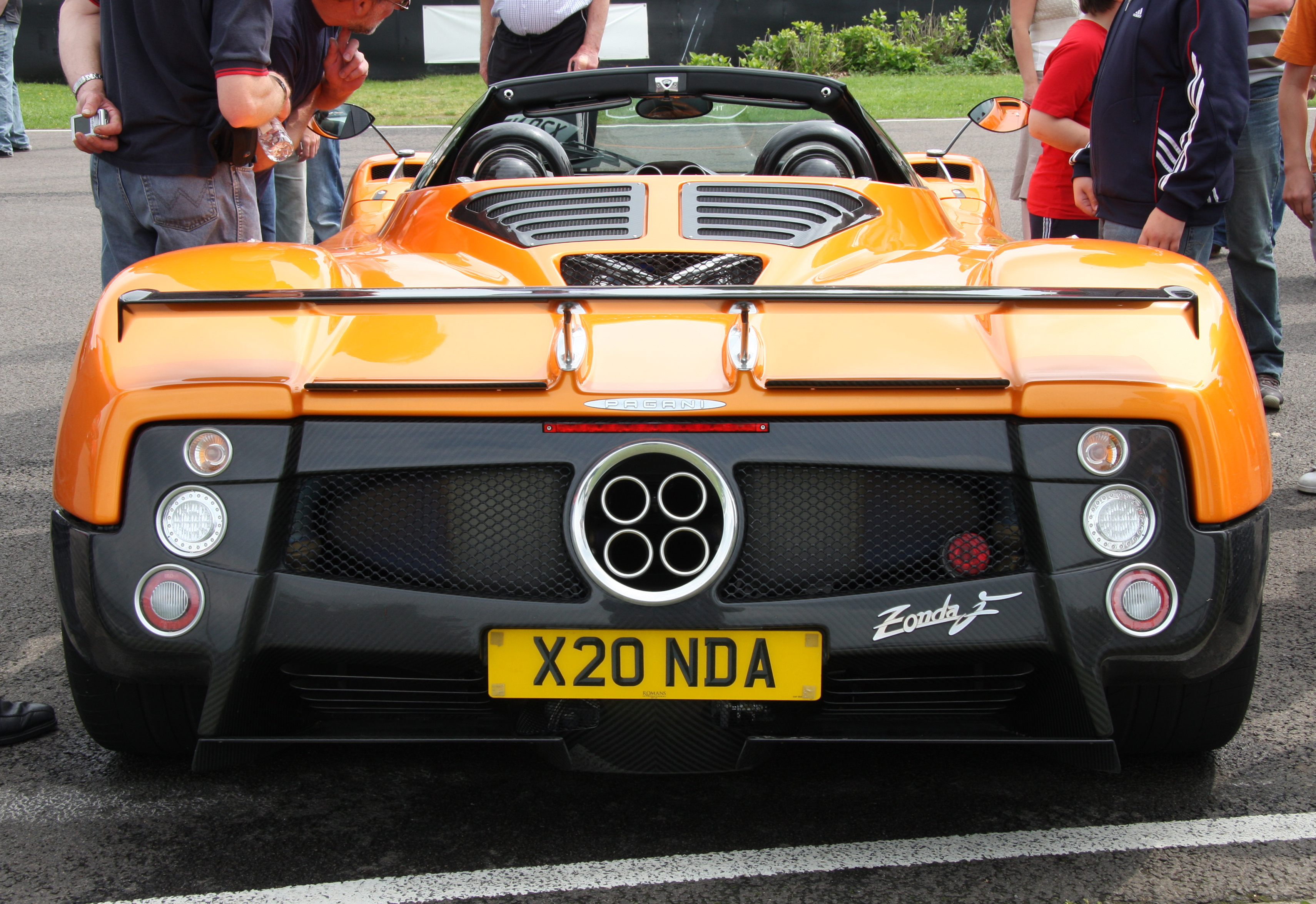
L'arrière de la Zonda F Roadster.

La Pagani Zonda F Roadster est la version roadster de la F et de la F Clubsport car elle possède le même moteur et ses appuis aérodynamiques sont les mêmes. La Roadster F parvient à garder le même poids que la F. 

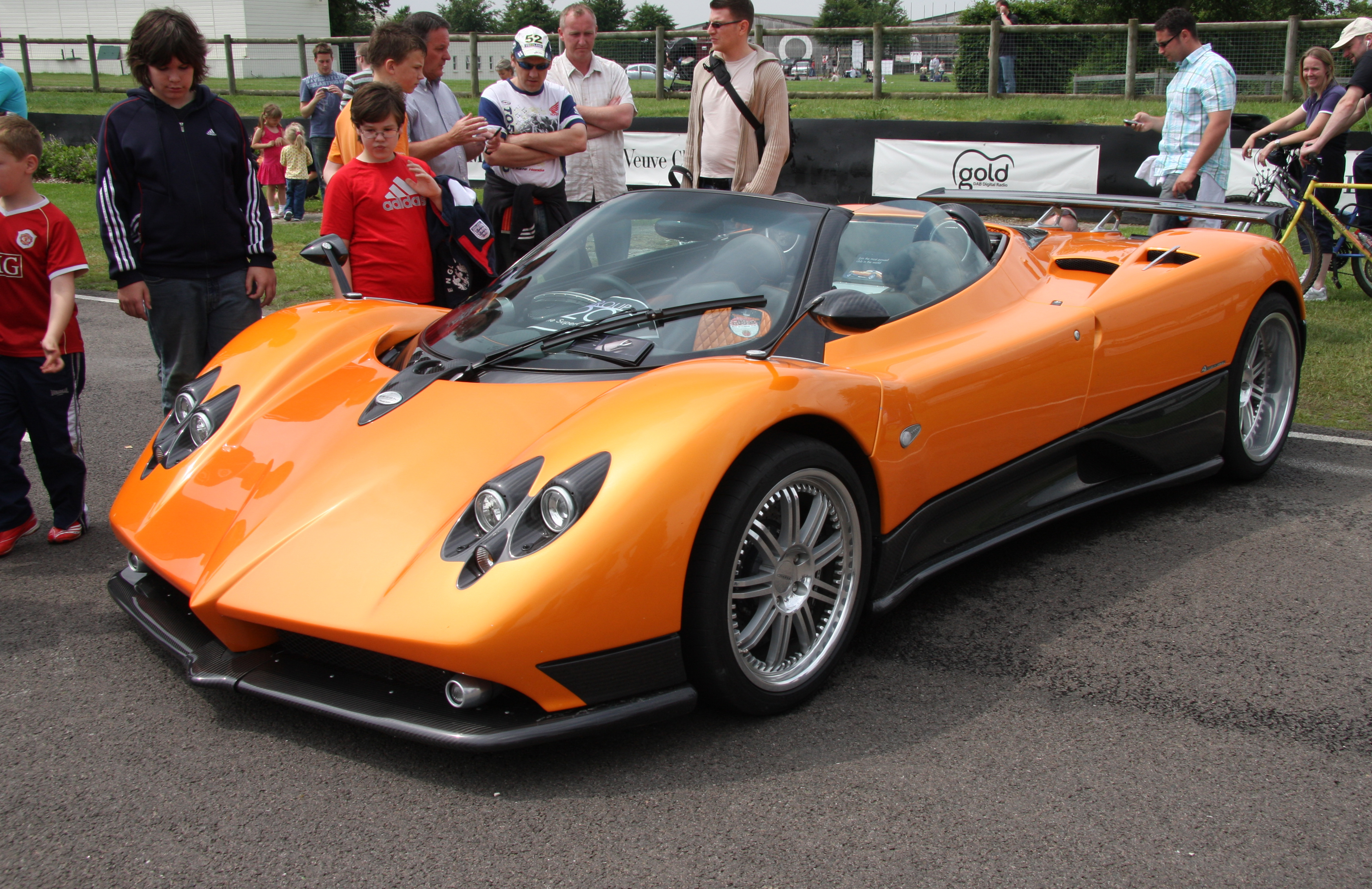
Vue de 3/4 avant de la Zonda F Roadster.

#### Zonda F Clubsport
La Pagani Zonda F Clubsport est une évolution de la F avec un moteur de 650 ch à 6 200 tr/min et 780 N m à 4 000 tr/min .
À 300 km/h, la géométrie de la voiture procure un appui au sol d'environ 600 kg (270 kg à l'avant et 330 kg à l'arrière).
En 2008, elle signe le dixième meilleur chrono au temps au tour sur le Nürburgring en 7 min 24 s 44 avec Marc Basseng à son volant. Elle se classe alors devant la Koenigsegg CCR, la Ferrari Enzo ou encore la Bugatti Veyron.
Performances :
- 0 à 100 km/h : 3,5 s
- 0 à 200 km/h : 9,7 s
- 0 à 300 km/h : 24 s
- 400 m départ arrêté : 10,7 s
- Accélération latérale maximale : 1,4 g en mode « Sport »
- 200 à 0 km/h : 4,4 s

#### Zonda F Roadster Clubsport
La Pagani Zonda F Roadster Clubsport est la version Roadster de la F Clubsport. Elle pèse environ 200 kg de plus que les autres Zonda F.
Performances :
- 0 à 100 km/h : 3,5 s
- 0 à 200 km/h : 9,8 s
- 0 à 300 km/h : 25,1 s

### Zonda Cinque
La Pagani Zonda Cinque est une version ultime de la Zonda F. Elle lui reprend son V12 mais le pousse à 678 ch.
Comme son nom l'indique, elle sera produite à seulement cinq exemplaires en Coupé.
C'est la Pagani la plus puissante avant l'arrivée de la « R ». Elle se démarque des autres modèles de Zonda par sa large double bande noire parcourant toute la carrosserie, en plus de sa nouvelle boîte séquentielle à six rapports, réduisant le temps du changement de vitesse à moins de 100 millisecondes. L'aérodynamique de la voiture a été révisée, pour produire plus d'appui, jusqu'à 750 kg à 355 km/h, grâce à un spoiler avant plus long, un diffuseur arrière sophistiqué, et une entrée d'air sur le toit de la voiture. La structure est bien différente de celle des autres Zonda, constituée de "Carbo-titanium", un mélange de fibre de carbone et de titane, moins lourd et plus résistant que la fibre de carbone normale. Trois des 5 Coupé sont d'une livrée blanche et noire (avec une ligne rouge en son milieu), les deux autres sont orange et verte.
Performances :
- 0 à 100 km/h : 3,4 s
- 0 à 200 km/h : 9,6 s
- 0 à 300 km/h : 23 s

#### Zonda Cinque Roadster

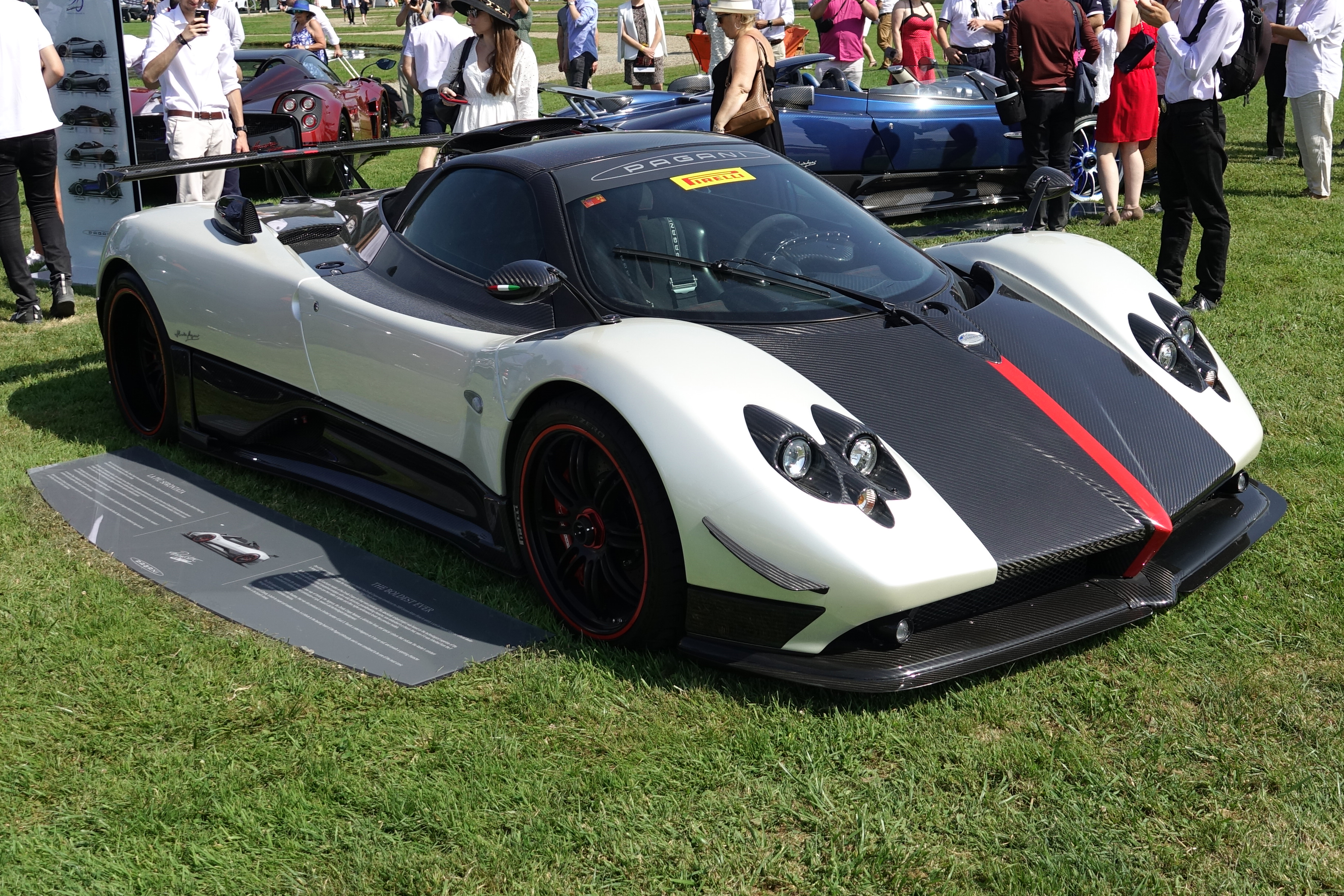
La Cinque Roadster à Chantilly en 2019.

La Pagani Zonda Cinque Roadster est la version roadster de la Cinque. Il n'y a pas eu beaucoup de modification à faire sur le châssis tant la rigidité de départ était bonne. Ce modèle sera également commercialisé à cinq exemplaires. Trois des 5 Roadster sont d'une livrée blanche et noire (avec une ligne rouge en son milieu), les deux autres sont jaune et rouge bordeaux.

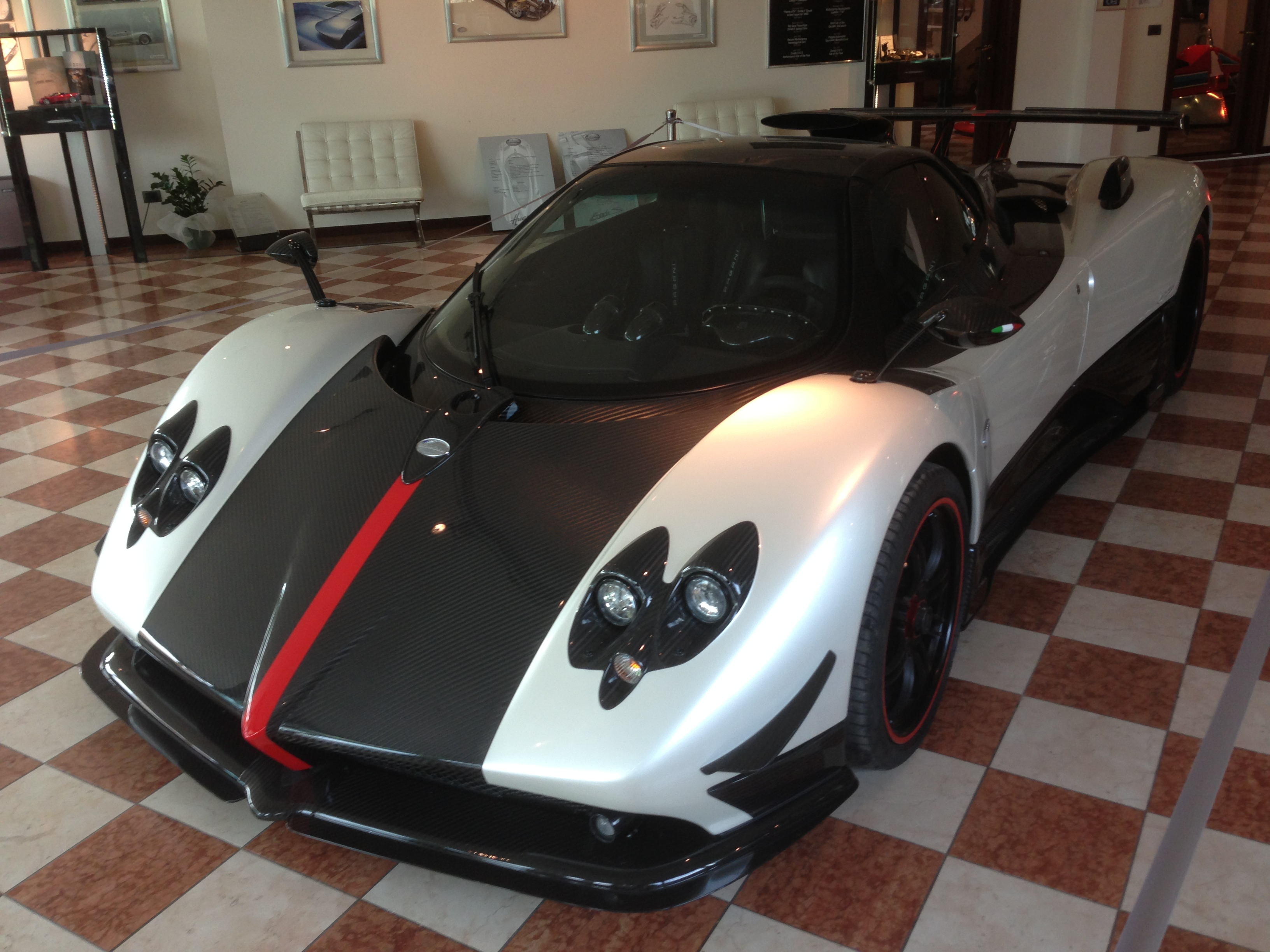
La Cinque Roadster à l'usine en 2013.

### Zonda Tricolore
La Pagani Zonda Tricolore est un modèle construit à seulement trois exemplaires pour célébrer le 50e anniversaire de la Frecce Tricolori. Elle arbore des bandes en « V » avec le drapeau italien en motif et elle est peinte en bleu, de la même couleur que les Aermacchi MB-339 de la patrouille dont elle fête l'anniversaire.

### Zonda HP Barchetta

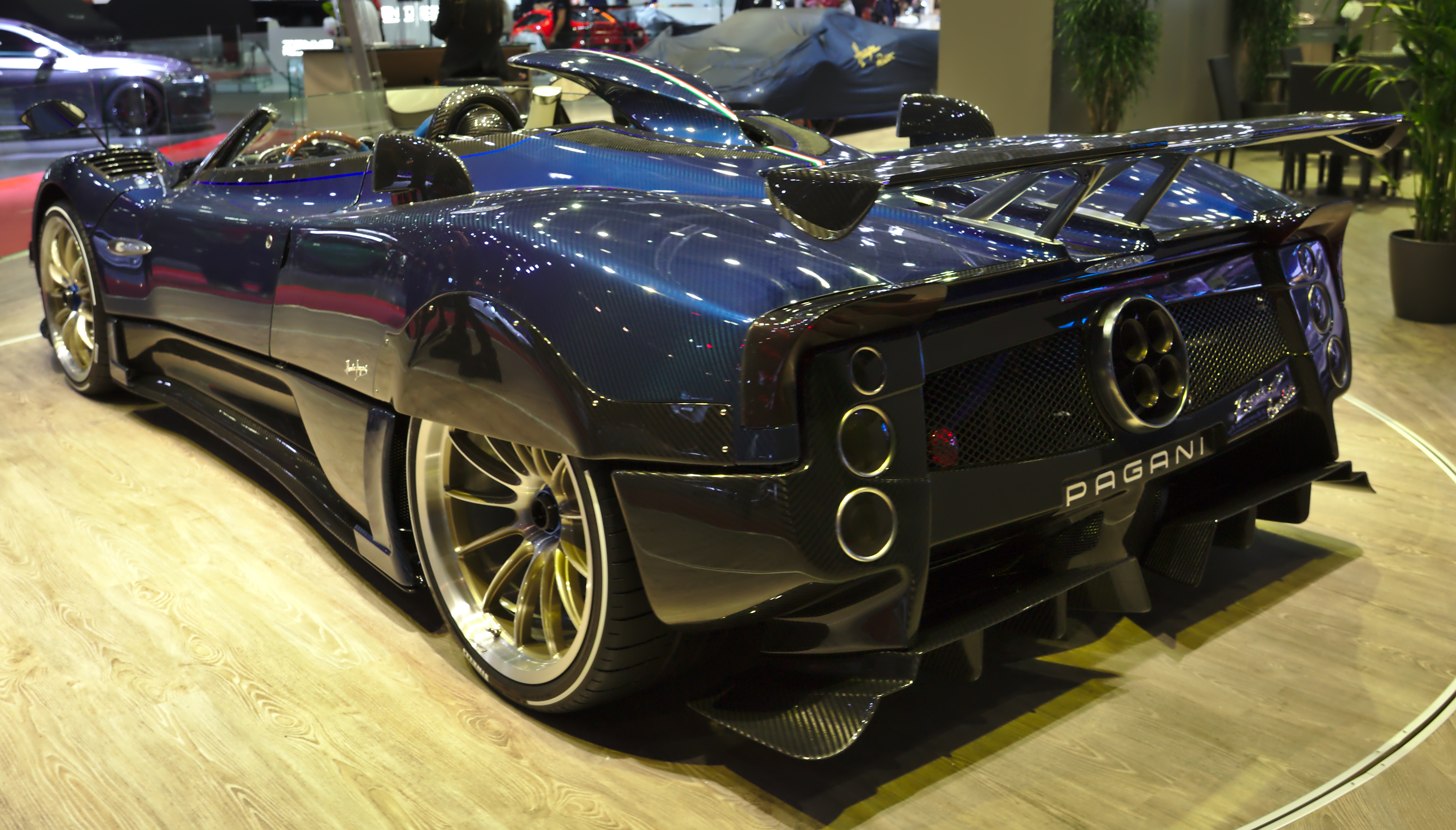
Vue de 3/4 arrière.

La Zonda HP Barchetta a été dévoilée au Concours d'élégance de Pebble Beach en 2017 en cadeau au fondateur de l'entreprise, Horacio Pagani, pour son 60e anniversaire ainsi que pour commémorer le 18e anniversaire de la Zonda. Elle présente des éléments de design extérieur uniques qui la différencient des autres Zonda produites, les caractéristiques les plus distinctives étant le style de carrosserie barchetta et les enjoliveurs de roue arrière inspirés des voitures de course du groupe C, ce qui en fait la première Pagani à utiliser ce style. Elle dispose également d'un aileron arrière, de prises d'air et de feux arrière empruntés aux voitures de la série 760. La puissance est fournie par le moteur V12 Mercedes-AMG de 7,3 L développant 800 ch (588 kW ; 789 ch) et 850 N⋅m (627 lb⋅ft) de couple, ce qui en fait la Zonda la plus puissante jamais produite. Elle emprunte ses sièges et sa suspension à la Huayra BC, et sa puissance est identique à celle de la BC, à la seule différence que la BC est dotée d'un moteur bi-turbo tandis que la HP Barchetta est à aspiration naturelle. Les roues de la voiture ont également des incrustations de couleurs différentes, les roues de gauche étant dorées et celles de droite ayant des incrustations bleues. La production est limitée à seulement 3 unités, dont une unité conservée pour la collection personnelle d'Horacio Pagani. La Zonda HP Barchetta marque la fin de la production de la Zonda.

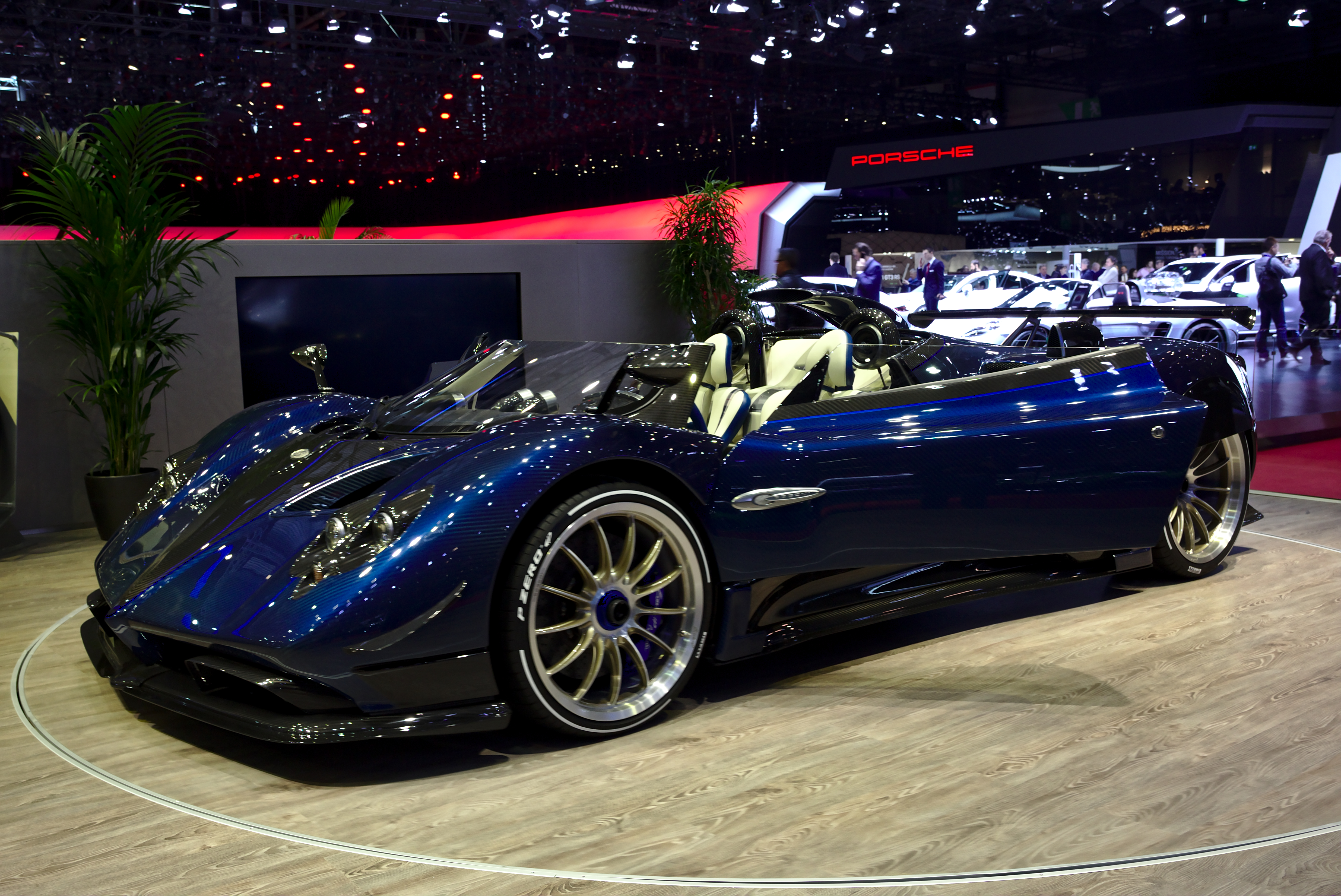
Vue de 3/4 avant.

### Zonda 760
La Série Zonda 760 est une gamme de Zonda faite sur commande pour quelques clients spéciaux. Toutes les voitures de cette série ont le même moteur V12 de 7.3L, porté à 760 ch et 780 N m. La gamme est constituée de cinq modèles uniques et personnalisées pour satisfaire chaque client :
Pagani Zonda 760 RS 2012 : une version routière de la Zonda R, la voiture est d'une couleur noir « carbone » à l'intérieur comme à l'extérieur, les appendices aérodynamiques sont inspirés de ceux de la Zonda Cinque.
Pagani Zonda 760 LH 2013 : Exemplaire unique commandé par le pilote de Formule 1, Lewis Hamilton, d'où son nom est inspiré.
Pagani Zonda 760 KAQ 2014 : Exemplaire unique commandé par un particulier de Dubaï. Elle est vêtue d'un carbone nu. Elle est équipée d'une boîte de vitesse séquentielle.
Pagani Zonda 760 RSJX devenu Viola 2014 : Exemplaire unique commandé par..
Pagani Zonda 760 Roadster 2022 : Exemplaire unique commandé par..

### Zonda One-Off
Liste des Zonda One-Off "unique" qui ont (pour la plupart) un V12 de 760 ch et 780 N m. mais ne sont pas appelés "760" officiellement :
Pagani Zonda PS 2009 :

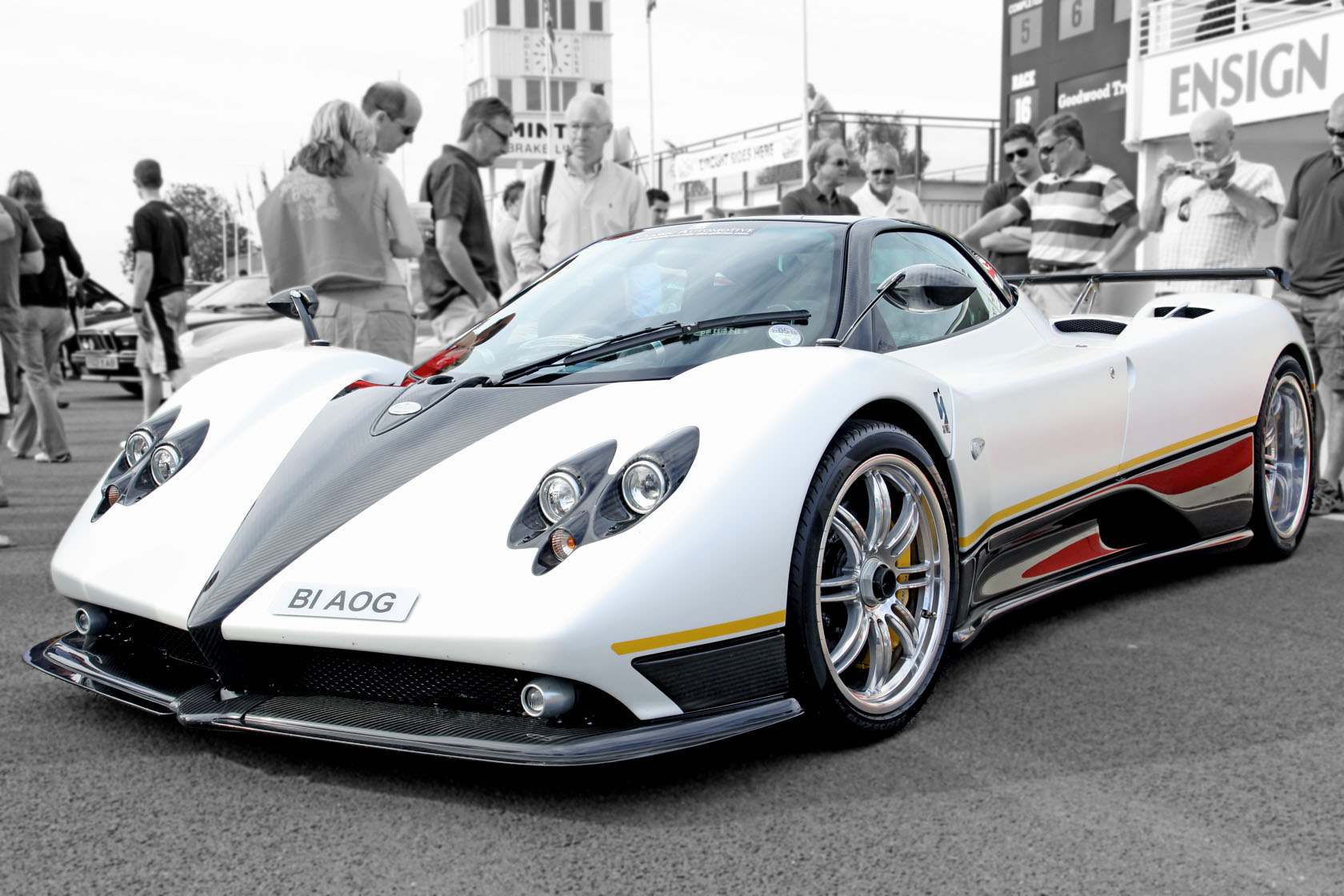
Vue de 3/4 avant de la PS.

La Zonda PS est un modèle unique basé sur la Zonda F. Elle lui reprend son V12 de 602 chevaux. « PS » sont les initiales du propriétaire de ce modèle unique : Peter Saywell. Elle est différente des autres Zonda du point de vue de la disposition des pots d'échappement, normalement disposés en carré, ils sont ici disposés en ligne, ce qui en fait l'une des plus grandes caractéristiques de ce modèle.
Pagani Zonda Absolute 2010 :

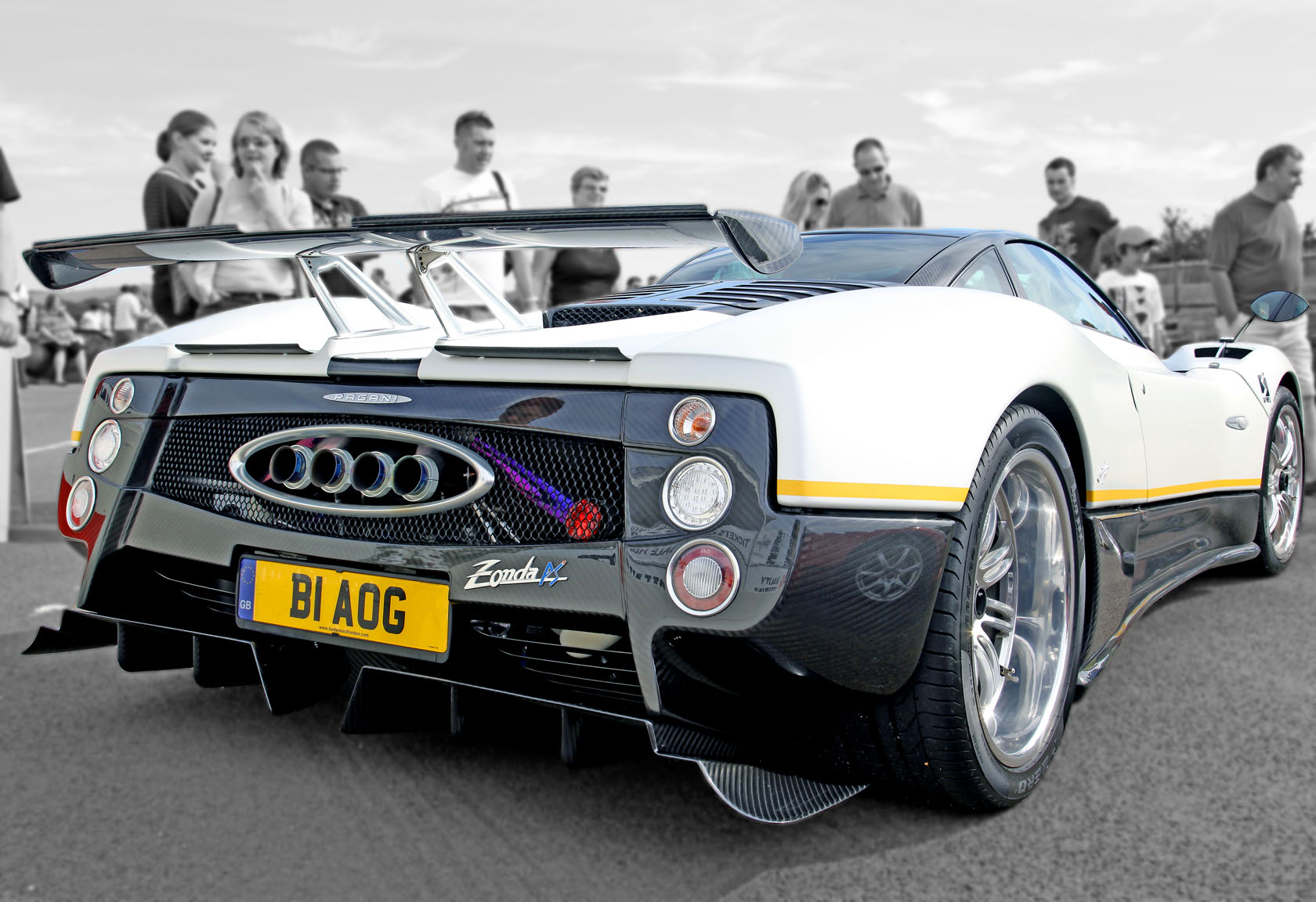
L'arrière de la Zonda PS.

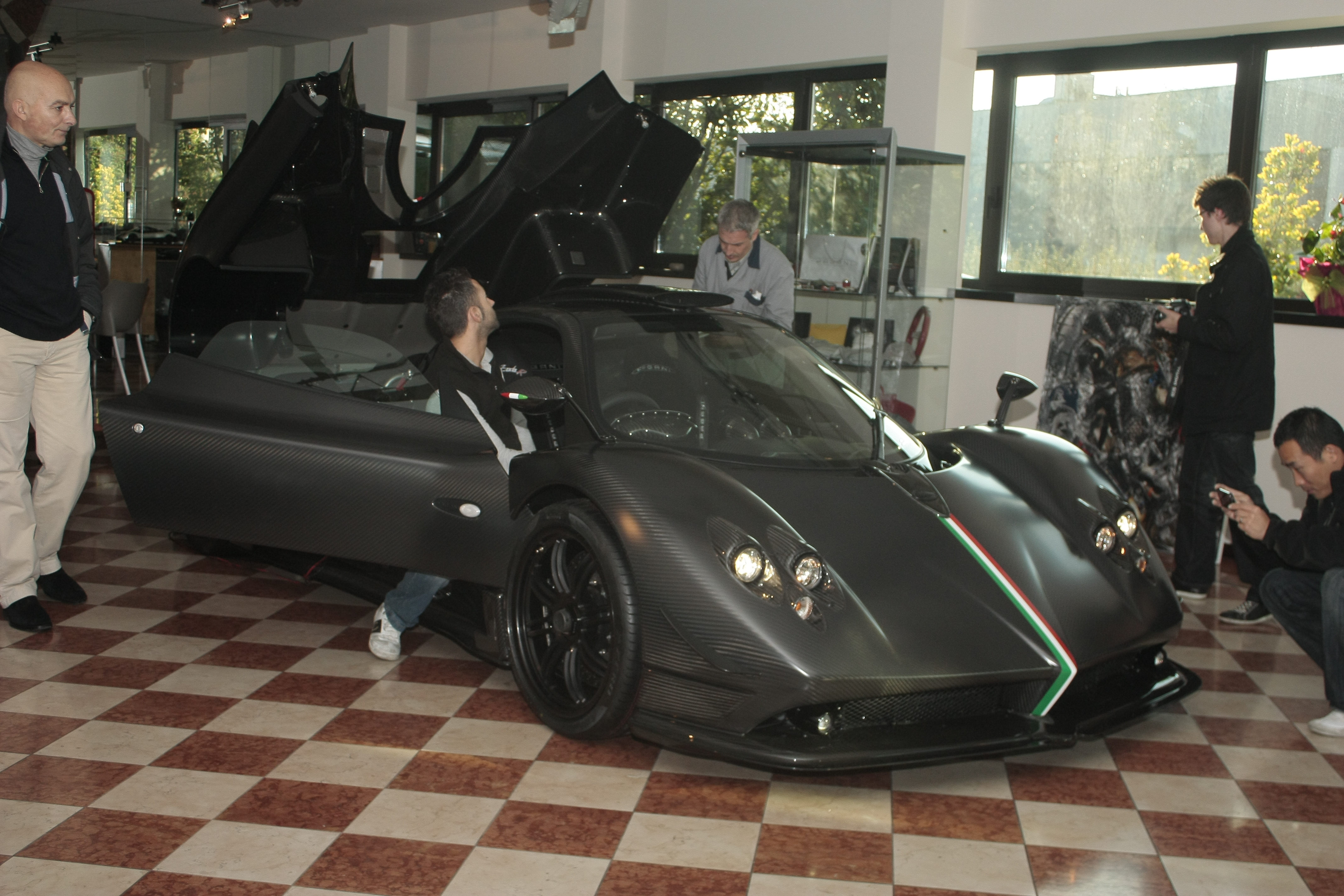
La Zonda Absolute à l'usine en 2010.

La Zonda Absolute est un modèle unique basé sur la Zonda Cinque (2009) moteur de 678 ch (498 kW).. Elle fut commandée par un riche client de Hong Kong. Elle a été livrée en couleur noire, carbone apparent comme sur la Zonda R. Depuis 2020, elle a bénéficié d'une version Evo.
Pagani Zonda HH Roadster 2010 :

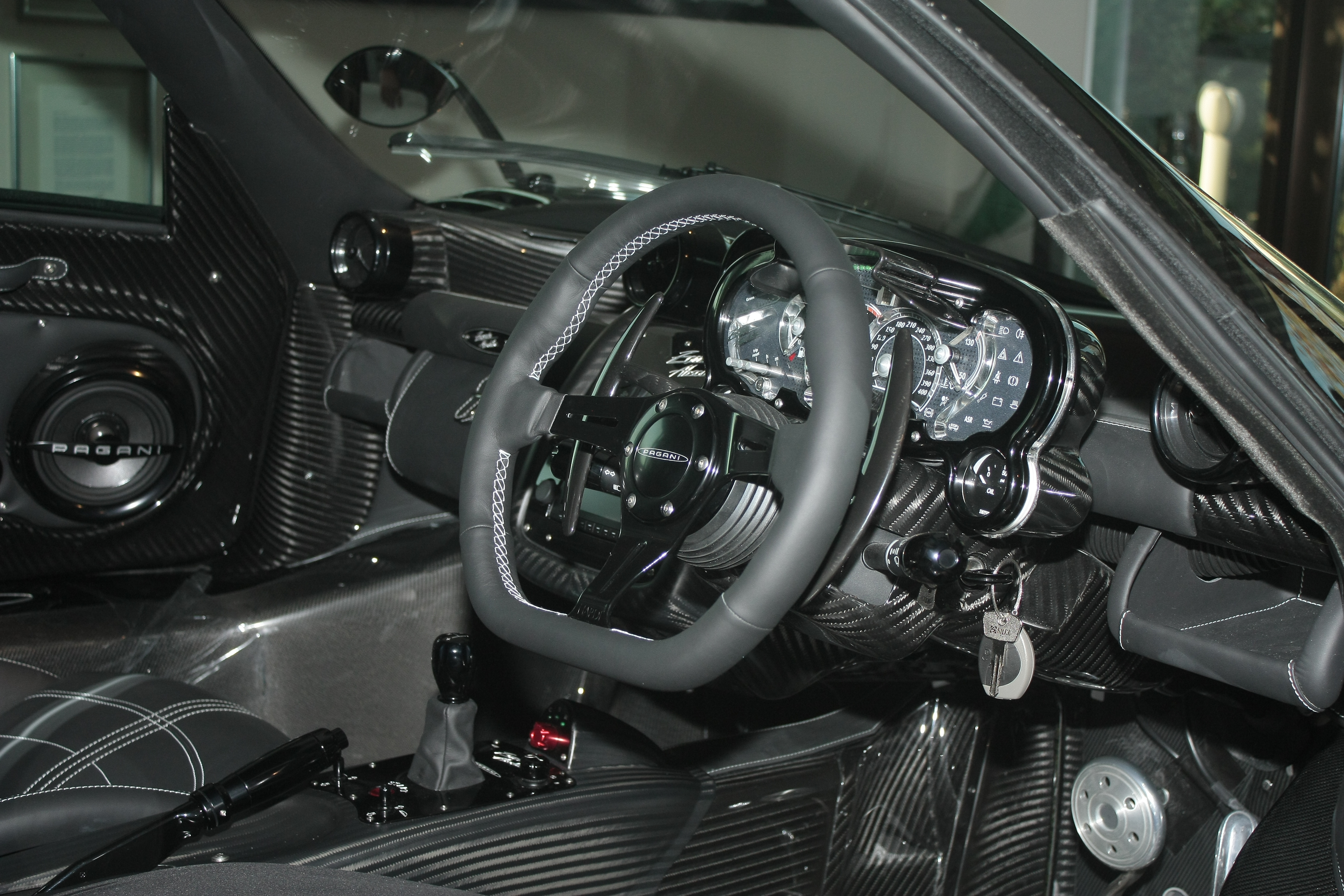
L'intérieur de la Zonda Absolute.

La HH est un modèle unique basé sur la Zonda Cinque Roadster (2010) moteur de 678 ch (498 kW). Elle fut commandée par un client américain se nommant David Heinemeier Hansson, un programmeur d'origine danoise et se nomme « HH » pour Heinemeier Hansson. Elle a été livrée en couleur bi-ton bleu/noire.
Pagani Zonda Uno Roadster 2010 :

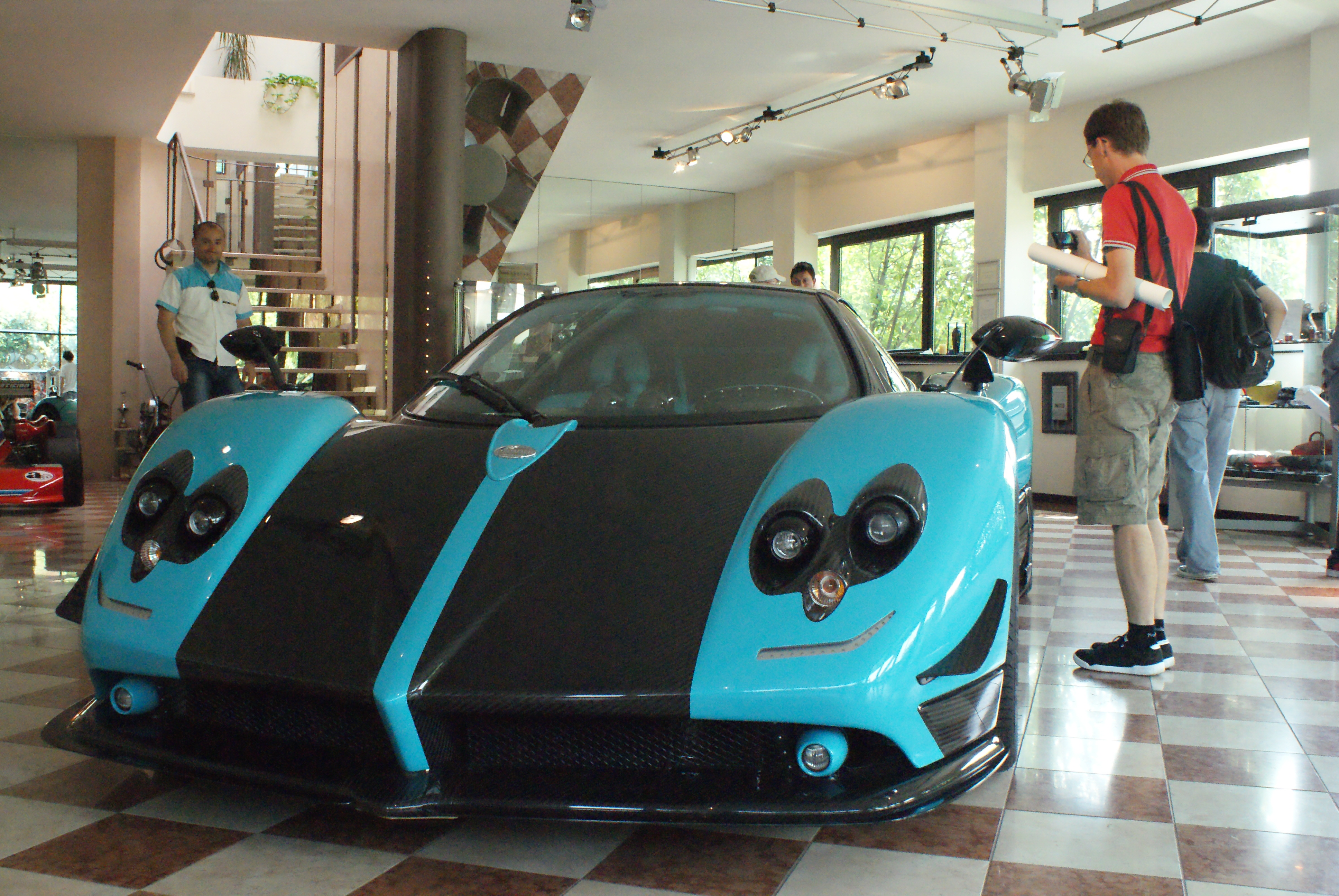
La Zonda Uno à l'usine en 2011.

La Zonda Uno est un modèle unique qui fut commandée en 2010 par le cheikh Abdullah bin Nasser Al-Thani, membre de la famille royale du Qatar. Moteur de 690 ch (507 kW). Cependant, il n'est jamais venu la chercher ou n'a jamais été livrée. Un collectionneur chinois l'a acquise en 2013 avec quelques modifications supplémentaires, diffuseur arrière en bleu turquoise et des bandes tricolores autour du véhicule et autour des feux arrière. Depuis, elle a été vu à Londres en 2018.
Pagani Zonda 760 LM 2014 :
Un autre exemplaire basé sur la 760 RS, avec un aileron arrière plus grand, des feux LED plus grands (la plus grande particularité de ce modèle) avec un dessin du drapeau de l'Italie sur le capot. Le client a tellement aimé ce modèle, qu'il a aussi commandé une version Roadster en 2015.
Pagani Zonda 760 LM Roadster 2015
Pagani Zonda Kiryu Roadster 2015
Pagani Zonda 760 VR Roadster 2015
Pagani Zonda 760 JC 2015
Pagani Zonda ZOZO 2015
Pagani Zonda AG Roadster 2015
Pagani Zonda by Mileson 2016
Pagani Zonda 760 MD 2016
Pagani Zonda Oliver 2016
Pagani Zonda Fantasma 2014 +Evo 2017
Zonda Diamante Verde Roadster 2017
Pagani Zonda Aether Roadster 2017 :
À nouveau, un exemplaire unique. Elle ressemble fortement à une Zonda Cinque Roadster. Elle a été commandée (en 2017) par le président du Kessel Group qui vend des voitures de route et de course. Ce client est également connu pour être le propriétaire de l'unique
Ferrari SP38. Cette voiture a été mise en vente lors d'une vente aux enchères RM Sotheby's en 2019 où elle trouva preneur. C'est la première Zonda unique à être vendue lors d'une vente aux enchères. Désormais, elle se situe dans une collection privée à Bahreïn.
Pagani Zonda Riviera 2017 : 
Exemplaire unique pour un riche client de Dubaï, elle fut en vente chez le concessionnaire Seven Car Lounge à Riyad. Elle a par la suite appartenu à un membre de la famille royale des Émirats Arabes Unis. Elle a été ensuite vendue à une vente aux enchères lors du salon automobile de Riyad. Elle a été vendue pour 5 500 000$. Elle a été ensuite vue chez le concessionnaire SPS à Hong-Kong.

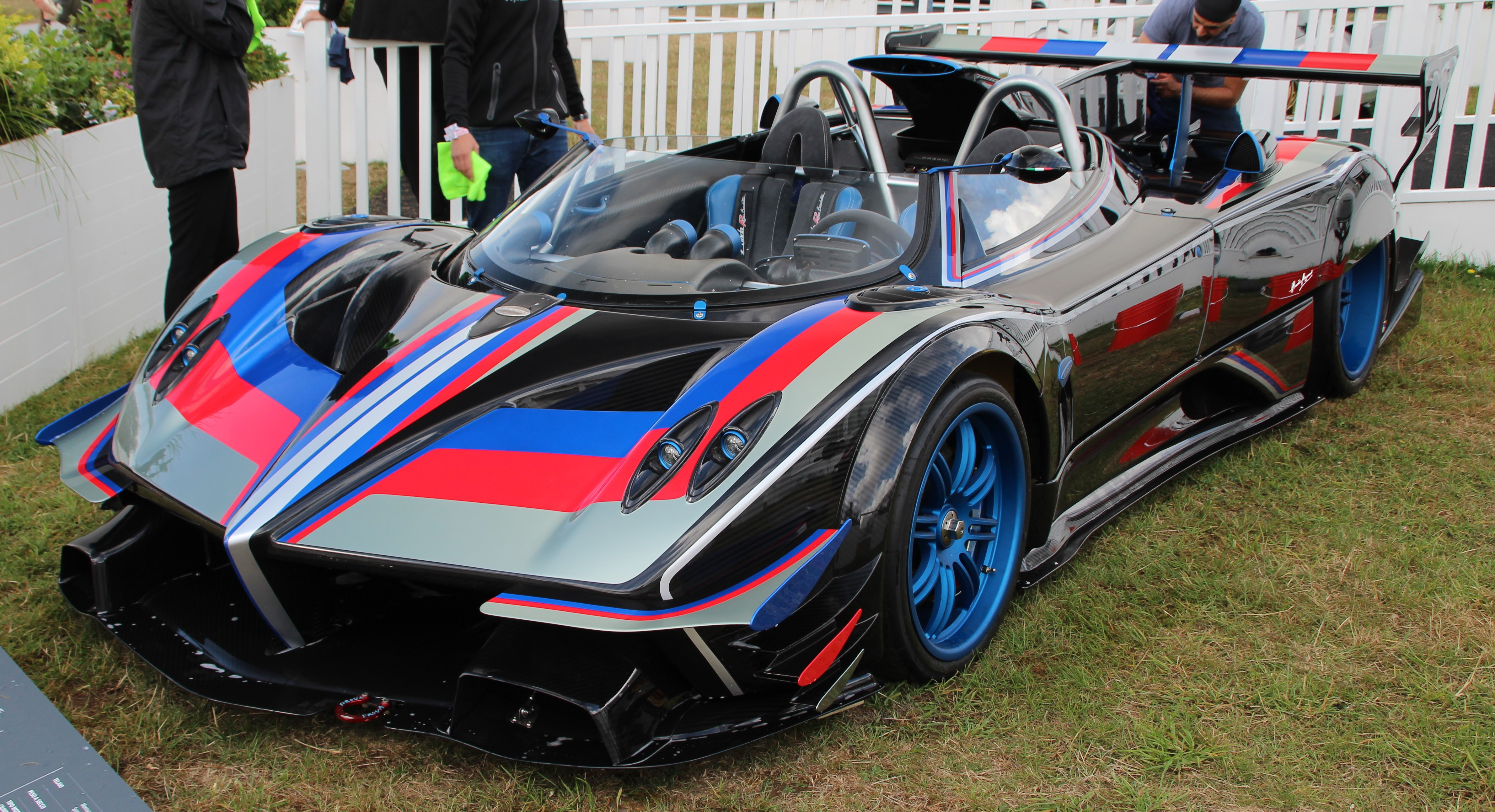
Pagani Zonda Revo Barchetta

Pagani Zonda Unica Roadster 2018
Pagani Zonda Sapphire 2019
Pagani Zonda Danubio 2019
Pagani Zonda Venti Roadster 2019
Pagani Zonda Zun Roadster 2019
Pagani Zonda AY Roadster 2021
Pagani Zonda Attack 2023
Pagani Zonda Arrivederci 2024
Pagani Zonda Revo Barchetta 2024

## Voitures de course

### Zonda GR
Le développement de la Zonda C12 GR a commencé en décembre 2002. Zonda avait presque quatre ans et la voiture devait être adaptée pour participer au championnat nord-américain American Le Mans Series. Tom Weickardt, propriétaire d'American Viperacing, Toine Hezemans, propriétaire d'Hollande Carsport, et Paul Kumpen, propriétaire de GLPK, ont créé une nouvelle société, Carsport Zonda, pour construire la version de course. Ils obtiennent alors la garantie exclusive de développer, construire, et vendre la Zonda de compétition. La première GR a été achevée quelques mois plus tard dans les ateliers de Carsport à Modène.
Conçue aux normes de la FIA et de l'ACO, la Zonda C12 GR a participé aux 24 Heures du Mans 2003 où elle a dû abandonner au dixième tour avec sa boîte de vitesses cassée.

### Zonda C12-S Monza
La Pagani Zonda C12 S Monza a été présentée en 2004 au Mondial de l'automobile de Paris. C'est une version de circuit destinée à un usage privé. Construite hors spécifications des règlements techniques FIA ou autres, elle ne peut donc participer à aucun championnat.

### Zonda R
Sur le modèle de la Ferrari FXX, la Pagani Zonda R est une voiture de course (non homologuée pour la route) pour clients fortunés. Elle a été lancée à l'occasion du salon de Genève de 2007. Très allégée, les données annoncées par le constructeur annoncent un rapport poids/puissance de 1,427 kg/ch. Son empattement a été rallongé de 0,55 mm. Comme la C12 S Monza, elle n'est conforme à aucun règlement technique de course (FIA ou autres).
D'après le magazine Sport Auto, cette version a une coque composée de titane et de carbone, des freins carbone/céramique, des suspensions en alliage aéronautique et une boulonnerie en titane. Elle sera produite à quinze exemplaires.
Malgré le fait qu'un 0 à 100 km/h en 2,7 secondes ait été annoncé par le constructeur, aucune trace ne semble retrouvable de cette performance sur Internet, les tests effectués décrivant des performances d'au delà 3 secondes et allant jusqu'à 3,5 secondes, elle reste tout de même crédible. La Zonda R a un appui aérodynamique relativement important, donc une vitesse de plus de 370 km/h est atteignable dans des conditions idéales. Par exemple sur le Nordschleife, il est possible d'estimer une vitesse maximale atteinte de 330 km/h environ dans la plus grande ligne droite du circuit. Les plages de performances possibles de la Zonda R sont les suivantes.
Performances :
- 0 à 100 km/h : 2,7 s à 3,5 s
- 0 à 200 km/h : 6,7 s à 7,8 s
- 0 à 300 km/h : 16,2 s à 17,3 s

### Zonda Revolucion
La Pagani Zonda Revolucion, apparue en 2013, possède un moteur V12 AMG, comme sa très proche sœur la Zonda R, mais développe 50 ch de plus, soit 800 ch. L'aérodynamique est amélioré (appui légèrement plus important) mais la masse de 1 070 kg reste inchangée par rapport à la R. La Revolucion serait à ce jour la plus rapide des Pagani et elle l'a prouvé en tournant sur le Nürburgring en 6 min 30 s. Elle dispose également d'un système DRS.
La vitesse maximum est bridée à 350 km/h.

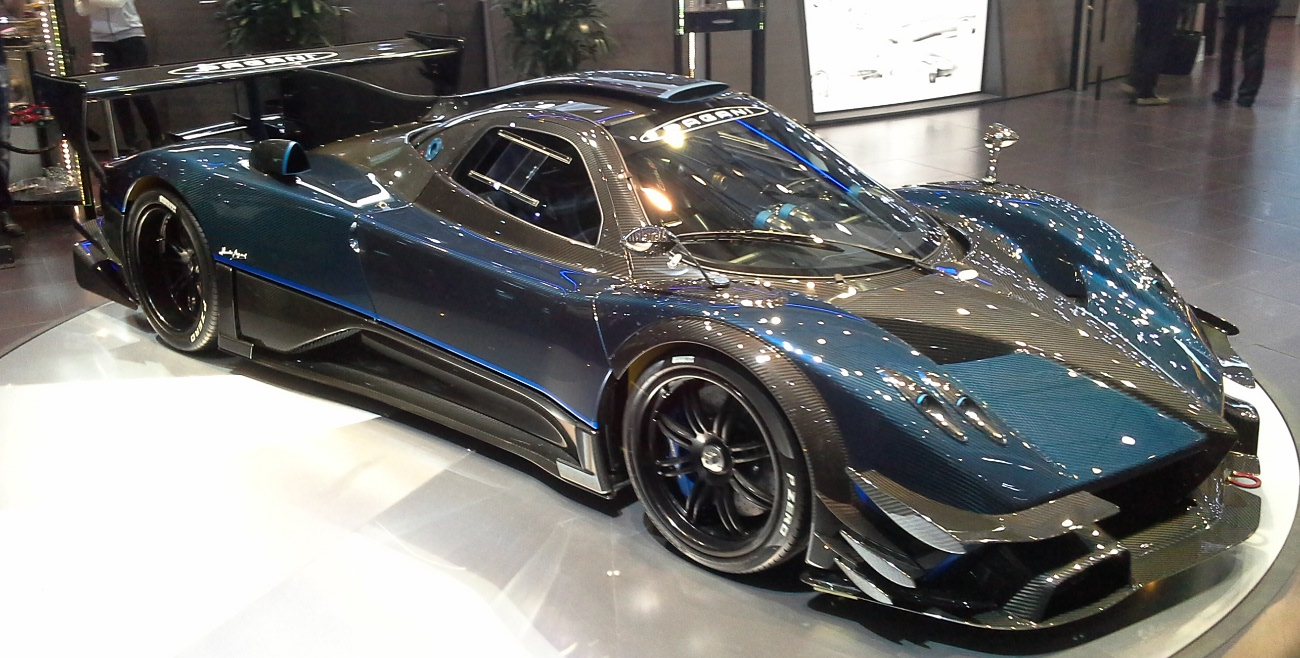
Zonda Revolucion au salon de Genève 2014.

Performances :
- 0 à 100 km/h : 2,6 s